# 科拉魯
科拉魯（法語：Korarou），是馬里的城鎮，位於該國中部，由莫普提區的杜安扎省負責管轄，面積1,865平方公里，海拔高度265米，2009年人口3,539，人口密度每平方公里1.9人。
15°19′38″N 3°14′3″W / 15.32722°N 3.23417°W